# Parischnogaster aurifrons
Parischnogaster aurifrons är en getingart som först beskrevs av Smith 1862.  Parischnogaster aurifrons ingår i släktet Parischnogaster och familjen getingar. Inga underarter finns listade i Catalogue of Life.